# Messier 77
Messier 77 (również NGC 1068, M77 lub Arp 37) – jedna z grupy galaktyk Seyferta położona w gwiazdozbiorze Wieloryba. Odkrył ją Pierre Méchain 29 października 1780 roku. W katalogu Messiera od 17 grudnia 1780 roku.
M77 ma rozmiary kątowe 7′ × 6′ i znajduje się w odległości 47 milionów lat świetlnych od Ziemi. Można ją zobaczyć już w niewielkiej lunecie jako mglistą plamkę – jej jasność obserwowana wynosi 8,9m.

## Aktywność

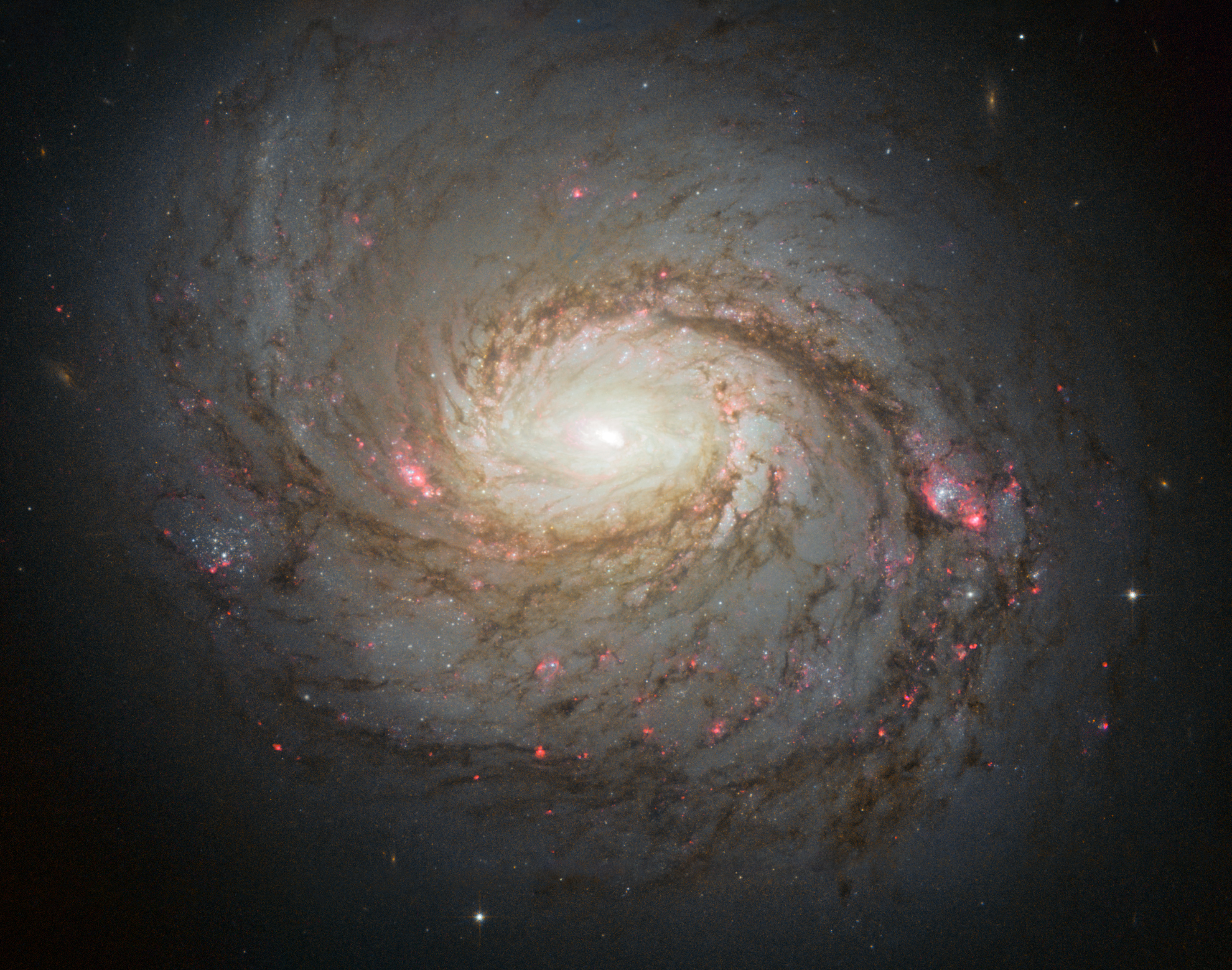
Wewnętrzny obszar galaktyki, zdjęcie wykonane przez Kosmiczny Teleskop Hubble’a

W jądrze galaktyki M77 przebiegają gwałtowne procesy, o czym świadczy obecność zjonizowanego gazu i obserwowane dyskretne obłoki materii, poruszające się wokół centrum galaktyki z prędkością 600 km/s. Średnica tych obłoków wynosi 800–1100 lat świetlnych, a masa 10 mln mas Słońca. Ich energia kinetyczna wynosi co najmniej 1048 J, odpowiada więc wybuchowi ponad miliona supernowych. Centralne części jądra, aż do odległości 880 lat świetlnych od środka, zawierają materię, której masa wynosi około 400 mln mas słonecznych, a masa całej galaktyki jest oceniana na 160 mld mas słonecznych. Jądro galaktyki w widocznej części widma wypromieniowuje energię równoważną 5×1034 J/s, w zakresie radiowym 7×1032 J/s. Choć galaktyka należy do galaktyk słabych radiowo, jej promieniowanie radiowe jest jednak czterokrotnie silniejsze niż w przypadku normalnych galaktyk. M77 klasyfikowana jest jako galaktyka Seyferta typu 2.